# داريفيناسين
داريفيناسين (الاسم العلمي: Darifenacin)، الذي يباع تحت الإسم التجاري إنابلكس( Enablex) من بين أسماء أخرى، هو دواء يستخدم لعلاج فرط نشاط المثانة.  و يؤخذ مرة واحدة يوميا عن طريق الفم. و تظهر الفوائد بشكل عام خلال أسبوعين. 
وتشمل الآثار الجانبية الشائعة لهذا العقار على: جفاف الفم و الإمساك.  قد تشمل الآثار الجانبية الأخرى السعال و ألم المثانة و ضبابية الرؤية و احتباس البول و ضيق التنفس و الخلل الجنسي و ارتفاع ضغط الدم أيضا.   و لا ينصح باستخدامه أثناء الحمل أبدا.  و هو مضاد للكولين مما يساعد المثانة على الاسترخاء. 
تمت الموافقة عليه للاستخدام الطبي في كل الولايات المتحدة و أوروبا في عام 2004.   وهو متوفر كأدوية مكافئة..  في الولايات المتحدة تبلغ التكلفة حوالي 37 دولارًا أمريكيًا شهريًا اعتبارًا من عام 2021.  هذا المقدار في المملكة المتحدة يكلف هيئة الخدمات الصحية الوطنية حوالي 25 جنيهًا إسترلينيًا. 